# Alben Barkley
Alben William Barkley (ur. 24 listopada 1877 w Lowes, Kentucky, zm. 30 kwietnia 1956 w Lexington, Wirginia) – amerykański polityk, 35. wiceprezydent Stanów Zjednoczonych (1949–1953).
W 1897 r. ukończył Marvin College w Clinton, Kentucky, potem uczęszczał do Emory College w Oxford, Georgia i studiował prawo w University of Virginia Law School w Charlottesville, Wirginia. W tym czasie zmienił swoje imię z „Willie Alben” na „Alben William”.
W 1901 został przyjęty do korporacji prawniczej i rozpoczął praktykę w miejscowości Paducah, w Kentucky, jako prokurator hrabstwa McCracken, a potem jako sędzia. Jako reprezentant Demokratów został w 1913 r. wybrany do Kongresu i stanowisko deputowanego utrzymał przez sześć następnych kadencji, gdy w 1926 r. został senatorem, utrzymując mandat przez cztery kolejne kadencje. W senacie pełnił też przez wiele lat funkcję przywódcy większości, a potem mniejszości senackiej.
W styczniu 1949 r. zrezygnował z mandatu po starcie w wyborach prezydenckich, w roli kandydata na wiceprezydenta. Od 20 stycznia 1949 (miał wówczas 71 lat i był najstarszym do tamtej chwili wiceprezydentem USA) do 20 stycznia 1953 pełnił tę funkcję za prezydentury Harry’ego S. Trumana, od którego - 2 czerwca 1950 - otrzymał w Gabinecie Owalnym - Złoty Medal Kongresu (Congressional Gold Medal). Wystartował też w wyborach prezydenckich w 1952 r., ale z racji podeszłego wieku przegrał walkę o nominację Demokratów z gubernatorem Adlaiem Stevensonem z Illinois. W 1955 ponownie zdobył mandat senatora, który piastował do chwili śmierci.
Imię Alben William Barkley nosi sztuczne jezioro Lake Barkley na Cumberland River i tama Barkley Dam na tym jeziorem.